# Fjärrtåg

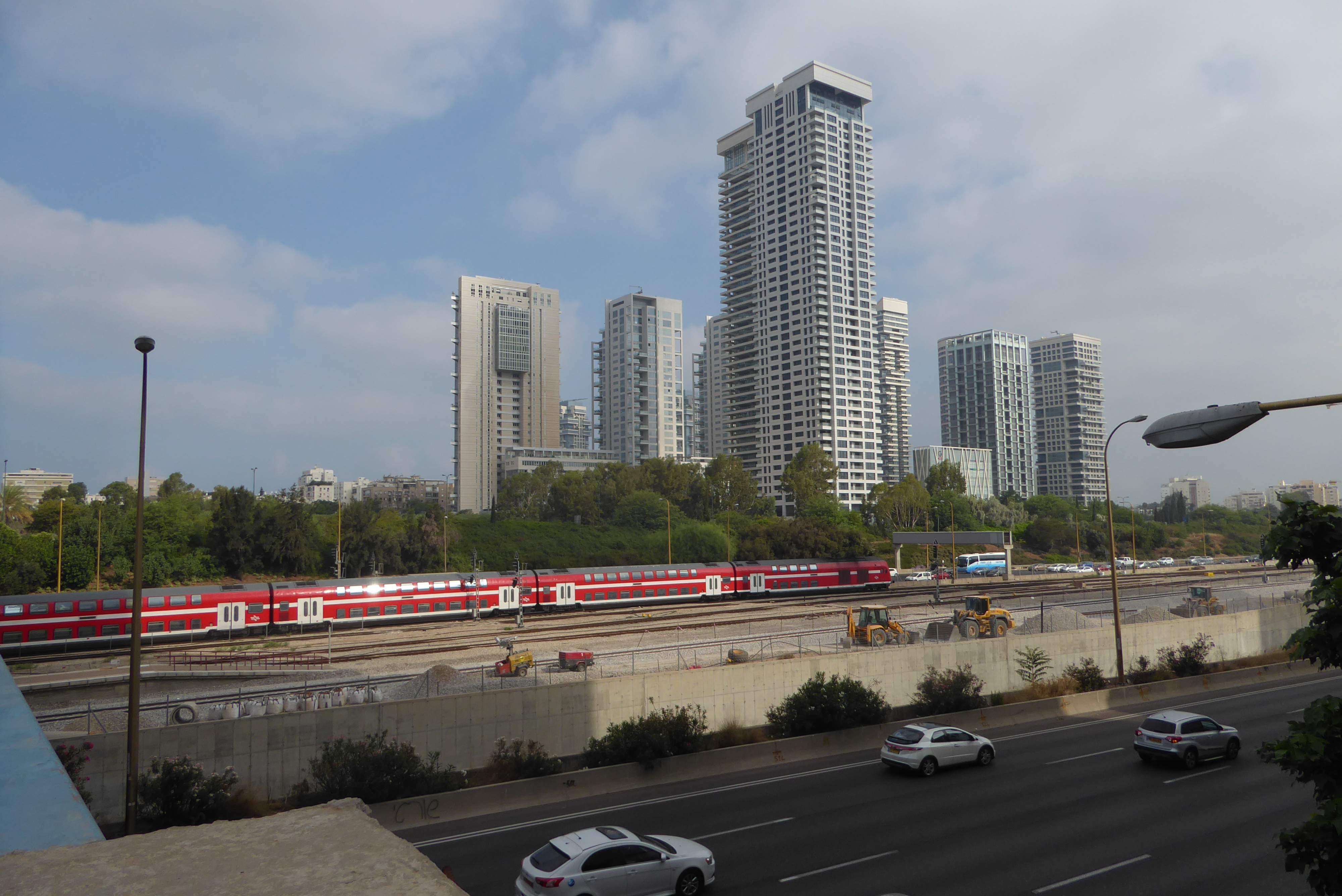
Fjärrtåg

Ett fjärrtåg, långfärdståg eller långdistanståg är ett persontåg som färdas över längre sträckor.

## Exempel på fjärrtåg
- ICE
- Intercity
- Euronight
- Snabbtåg
- Snälltåg
- X 2000
- Öresundståg
- SJ 3000

## Fjärrtåg i Sverige
I Sverige körs fjärrtåg förutom av SJ även av Snälltåget, VR Snabbtåg Sverige och Tågab. Öresundståg betraktas normalt som regionala tåg, men går så pass långa sträckor att de också kan kallas fjärrtåg.

### SJ fjärrtåg

#### SJ 3000
SJ 3000 är ett fjärrtåg som körs med motorvagnståget X55. Tåget introducerades på sträckan Stockholm-Sundsvall den 6 februari 2012. Det får köra i max 200 km/h. Tåget har breda vestibuler med en skärm med information om tågets position samt aktuell tid. På SJ 3000 finns hörslinga som förstärker utropen. Alla skyltar ombord har punktskrift. Tåget har två rullstolsplatser.

#### SJ X 2000
X 2000 är ett motorvagnståg av typ X2 som teoretiskt kan köra uppemot 9 % snabbare i kurvorna än andra loktåg. X 2000 kan köra i max 200 km/t och känns igen utifrån genom att de har diskbänksfärgad, korrugerad plåt. 
X 2000 började köra den 4 september 1990 mellan Stockholm och Göteborg. Samtliga vagnar har tysta skivbromsar samt klimatanläggning. Liksom sin föregångare av typen Intercity är tågen tillverkade av Statsföretag och Asea. 
I varje vagn finns en elektronisk tavla som visar klockan, om toaletten är upptagen och namnet på nästa station när tåget närmar sig stationen. På X 2000 finns hörslinga som förstärker utropen. Vagnarna är oftast numrerade 1–7  med 1 klass i vagn 1 och 2.

#### SJ Regional
SJ Regional kan vara flera typer av tågsätt. Ibland används de konventionella loktågen. Det finns även motorvagnståg av typen dubbeldäckare (X40). Vissa av linjerna kan ej betraktas som fjärrtåg, till exempel Stockholm - Uppsala, medan till exempel Göteborg - Kalmar är fjärrtåg med SJ Regional.

#### SJ InterCity
Intercitytågen är oftast konventionella loktåg utan klimatanläggning som körs av SJ. Vagnserien känns igen genom att de har svartmålad korrugerad plåt.  Loken är av typen Rc, en serie som började att beställas under 1960-talet. 
Tågen har successivt modifierats med bland annat ny stolklädsel, nya lysrör invändigt och ny färg utvändigt. Tågen rullar som mest i 160 km/t och går på flera linjer i hela Sverige.

#### SJ Nattåg och SJ EuroNight
SJ:s nattåg består av ligg- och sovvagnar som trafikerar bland annat sträckorna Stockholm-Umeå/Duved/Malmö. Vissa sovvagnskupeer är utrustad med toalett och dusch. Vissa nattåg har en vagn som är anpassad för rullstol. Under varumärket SJ Euronight kör SJ även nattåg Stockholm–Hamburg–Berlin. 

### Fotnoter
1. ↑  Lars Anders Karlberg (7 februari 2018). ”Ny svensk teknik ger snabbare tåg” (på svenska). Ny teknik. https://www.nyteknik.se/fordon/ny-svensk-teknik-ger-snabbare-tag-6418429. Läst 22 september 2018.
2. ↑  Johan Thornton (1 september 2021). ”SJ öppnar direktlinje mellan Stockholm och Hamburg” (på svenska). Mitti. https://www.mitti.se/nyheter/sj-oppnar-direktlinje-mellan-stockholm-och-hamburg-6.27.11479.ff66935dd7. Läst 30 januari 2024.